# Le Gendarme et les Extra-terrestres

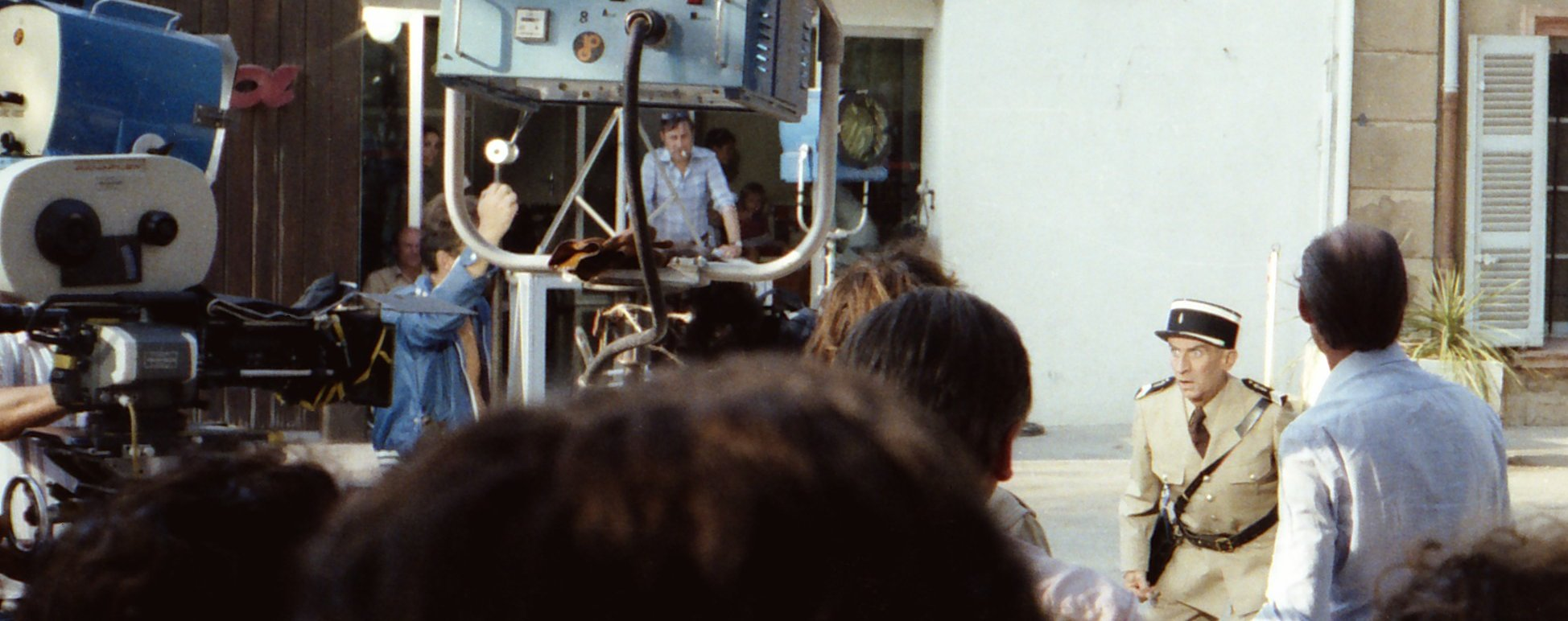
Louis de Funès tijdens de opnamen voor de film

Le Gendarme et les Extra-terrestres is een Franse komische film uit 1979 met Louis de Funès in de hoofdrol, geregisseerd door Jean Girault. De film heeft als Nederlandse titel De gendarme ziet ze vliegen. Het is de vijfde van de in totaal zes 'Le Gendarme'-films.

## Verhaal
Niemand gelooft gendarme Beaupied (gespeeld door Maurice Risch). Hij beweert een ufo gezien te hebben. Cruchot (gespeeld door Louis de Funès) dreigt hem over te plaatsen als hij doorgaat met die onzin te verkondigen. De zaak wordt afgesloten, maar enkele dagen later verschijnt er een buitenaards wezen aan Beaupieds bureau dat verkondigt dat ze Saint-Tropez als thuisbasis hebben gekozen. Beaupied ziet zijn kans schoon om promotie te maken door het wezen gevangen te nemen.
De wezens kunnen van iedereen de gedaante aannemen en zo grote verwarring stichten. Wel moeten ze olie drinken om te overleven. Aan het eind blijkt bovendien dat de buitenaardse wezens één fatale zwakte bezitten: ze roesten. (Ils rouillent, mon adjudant, ils rouillent!)

## Rolverdeling
| Acteur             | Personage       |
| ------------------ | --------------- |
| Louis de Funès     | Ludovic Cruchot |
| Michel Galabru     | Jérôme Gerber   |
| Maurice Risch      | Beaupied        |
| Jean-Pierre Rambal | Taupin          |
| Guy Grosso         | Tricard         |
| Michel Modo        | Berlicot        |
| France Rumilly     | Zuster Clotilde |

## Trivia
- In deze film wordt de vrouw van Cruchot niet gespeeld door Claude Gensac, maar door Maria Mauban. In de volgende film van de Gendarme (Le Gendarme et les Gendarmettes) wordt de rol weer door Gensac vertolkt.

- Adjudant Gerber, die in de andere films Jérôme als voornaam heeft, wordt hier Antoine genoemd.